# 無動力着陸
無動力着陸とは、プロペラやジェットエンジン等の動力が無い状態での着陸の事である。一般的に、スペースシャトルやグライダーのような無動力滑空機の着陸ではなく、ジェット機やプロペラ機での不時着で使用される用語である。
英語ではデッド・スティック・ランディング(英語：deadstick landing、dead-stick landing)と呼ばれる。この「デッド・スティック」は、動力が無くても操縦が（ある程度）可能な操縦桿の事ではなく、機能していない木製プロペラの事を指している。
固定翼機は、大抵は動力が無くても滑空という形で飛行することが可能であり、動力が動いていた時の慣性と揚力を利用してコントロールも可能である。

## 発生例
- ギムリー・グライダー - 民間航空史上に残る有名なエア・カナダ143便の不時着事故
- タカ航空110便緊急着陸事故
- エア・トランザット236便滑空事故
- USエアウェイズ1549便不時着水事故 - 「ハドソン川の奇跡」とも呼ばれる。